# Казарский сельсовет
Казарский сельсовет — муниципальное образование со статусом сельского поселения в Никольском районе Пензенской области Российской Федерации.
Административный центр — село Казарка.

## История
Статус и границы сельского поселения установлены Законом Пензенской области от 2 ноября 2004 года № 690-ЗПО «О границах муниципальных образований Пензенской области».
22 декабря 2010 года в соответствии с Законом Пензенской области № 1992-ЗПО в состав сельсовета включена территория упраздненного Большепермиевского сельсоветов.

## Население
| 2002 | 2010 | 2012 | 2013 | 2014 | 2015 | 2016 |
| ---- | ---- | ---- | ---- | ---- | ---- | ---- |
| 760  | ↘548 | ↗979 | ↘956 | ↘897 | ↘877 | ↘856 |
| 2017 | 2018 | 2021 |      |      |      |      |
| ↘819 | ↘761 | ↘676 |      |      |      |      |

## Состав сельского поселения
| № | Населённый пункт | Тип населённого пункта       | Население |
| - | ---------------- | ---------------------------- | --------- |
| 1 | Большое Пермиево | село                         | ↘241      |
| 2 | Вечкилей         | село                         | ↘102      |
| 3 | Казарка          | село, административный центр | ↘339      |
| 4 | Малое Пермиево   | деревня                      | 15        |
| 5 | Новиковка        | село                         | ↘132      |
| 6 | Тюнярь           | село                         | ↘209      |